# Hugh Jackman
Hugh Michael Jackman (Sydney, 12 d'octubre de 1968) és un actor i productor de cinema australià.
Va estudiar periodisme a la Universitat de Tecnologia de Sydney. Després de la seva graduació va estudiar art dramàtic a l'Acadèmia d'Art de Western Austràlia, i immediatament va obtenir un paper a la sèrie de TV de l'ABC Corelli.
Ha fet diverses interpretacions, i ha participat cantant en l'obra La Bella i la Bèstia. Més tard, en les obres Oklahoma! i en una producció de Sunset Boulevard. És el famós Wolverine de la trilogia X-Men, paper que l'ha convertit en un dels actors més cotitzats. Després de rodar Van Helsing, va estar un any interpretant en Peter Allen a Broadway en l'obra musical The Boy From Oz que li va valer un Tony com a millor actor. Ha presentat tres vegades seguides els premis Tony, guanyant un Emmy (premis de la televisió nord-americana) al millor presentador. El 2009 va presentar la gala dels Oscars. Ha estat nominat en la categoria de millor actor masculí per la pel·lícula Les Misérables en els premis Oscars del 2013. Ha format la seva pròpia productora de cinema per a pel·lícules i sèries independents. Està casat amb l'actriu australiana Deborra-Lee Furness i té dos fills.
El 2012 va rebre el Premi Tony Especial, i l'any següent el Globus d'Or al millor actor musical o còmic i el Donostia al Festival Internacional de Cinema de Sant Sebastià.
Aquell mateix any va comunicar que s'havia estat tractant d'un càncer de pell.

## Filmografia
| Any  | Pel·lícula                         | Paper                    | Notes |
| ---- | ---------------------------------- | ------------------------ | --- |
| 1994 | Law of the Land                    | Charles McCray           | Un episodi |
| 1995 | Correlli                           | Kevin Jones              | Paper principal                                                                                                 |
| 1995 | Blue Heelers                       | Brady Jackson            | Un episodi |
| 1996 | The Man from Snowy River           | Duncan Jones             | Cinc episodis                                                                                                   |
| 1999 | Erskineville Kings                 | Wace                     | |
| 1999 | Paperback Hero                     | Jack Willis              | |
| 2000 | X-Men                              | Wolverine                | |
| 2001 | La Kate i en Leopold               | Leopold                  | Nominació − Globus d'Or al millor actor musical o còmic                                                         |
| 2001 | Someone Like You                   | Eddie                    | |
| 2001 | Operació Swordfish                 | Stanley Jobson           | |
| 2003 | X-Men 2                            | Wolverine                | |
| 2004 | Van Helsing                        | Gabriel Van Helsing      | |
| 2004 | Van Helsing: The London Assignment | Gabriel Van Helsing      | (veu) |
| 2005 | Stories of Lost Souls              | Roger                    | part "Standing Room Only"                                                                                       |
| 2006 | Happy feet: trencant el gel        | Memphis                  | (veu) |
| 2006 | Flushed Away                       | Roddy                    | (veu) |
| 2006 | El truc final                      | Robert Angier            | |
| 2006 | The Fountain                       | Tomas / Tommy / Tom Creo | |
| 2006 | Scoop                              | Peter Lyman              | |
| 2006 | X-Men: La decisió final            | Wolverine                | |
| 2007 | Viva Laughlin                      | Nicky Fontana            | sèrie TV, també productor                                                                                       |
| 2008 | La llista                          | Wyatt Bose               | Productor |
| 2008 | Uncle Jonny                        | Oncle Russell            | |
| 2008 | Austràlia                          | El Drover                | |
| 2009 | X-Men Origins: Wolverine           | Wolverine                | Productor |
| 2011 | Real Steel                         | Charlie Kenton           | |
| 2011 | Butter                             | Boyd Bolton              | |
| 2012 | Les Misérables                     | Jean Valjean             | Globus d'Or al millor actor musical o còmic Nominació − Oscar al millor actor Nominació − BAFTA al millor actor |
| 2013 | Movie 43                           | Davis                    | |
| 2013 | The Wolverine                      | Logan                    | |
| 2013 | Prisoners                          | Keller Dover             | |
| 2014 | X-Men: Days of Future Past         | Logan                    | |
| 2015 | Chappie                            | Vincent Moore            | |
| 2015 | Me and Earl and the Dying Girl     | Hugh Jackman             | |
| 2015 | Pan: Viatge al País de Mai Més     | Barbanegra               | |
| 2017 | The Greatest Showman               | P. T. Barnum             | |
| 2024 | Deadpool & Wolverine               | Wolverine                | |